# Província de Kawachi

Mapa das províncias japonesas (1868) com a província de Kawachi em destaque

Kawachi (河内国, Kawachi no kuni) foi uma antiga província do Japão em Kinai, classificada como província maior. Sua área equivale ao leste da atual prefeitura de Osaka, e originalmente também ocupava a área sudeste, incorporada pela Província de Izumi. Também era conhecida como Kashū (河州).

## Chiku
Kawachi foi dividida entre três comarcas (地区, chiku): norte (北河内, Kita Kawachi), centro (中河内, Naka Kawachi), e sul (南河内, Minami Kawachi).
- A comarca norte equivalia às atuais cidades de Hirakata, Neyagawa, Kadoma, Moriguchi, Shijōnawate, Daitō e Katano, na prefeitura de Osaka.
- A comarca central equivalia a Higashiōsaka, Yao, e Kashiwara.
- A comarca sul equivalia à parte leste de Sakai (toda a área de Higashi-ku e Mihara-ku, e parte de Kita-ku), Matsubara, Habikino, Fujiidera, Tondabayashi, Kawachinagano, Ōsakasayama, e ao Distrito de Minamikawachi.

## Desenvolvimento
A província de Kawachi foi instituída no século VII. Em 11 de maio de 716, os distritos de Distrito de Ōtori, Distrito de Izumi e Distrito de Hine foram separados para formar a Província de Izumi (和泉監, Izumi-gen). Em dezembro de 720, os distritos de Katashimo (堅下郡, Katashimo-gun) e Katakami (堅上郡, Katakami-gun) foram combinados para formar Ōagata (大縣郡, Ōagata-gun). Em 15 de setembro de 740, a província de Izuma foi fundida de volta. Em 30 de maio de 757, a área foi novamente separada para formar a província de Izumi (desta vez com a normal designação kuni).
Sob a administração de Dōkyō, Yuge-no-Miya (由義宮) foi estabelecida, recebendo o nome de “Capital Ocidental” (西京, Nishi-no-Miyako); além disso, em 769 o escritório de kokushi de Kawachi foi abolido, e a estrutura especial de administração Kawachi shiki (河内職) foi estabelecida. Com a queda de Dōkyō, o sistema anterior foi restaurado no ano seguinte.

## Capital
A capital da província ficava no Distrito de Shiki, que se acredita que estava em “ruínas da capital provincial” (国府遺跡, Kouiseki) em Fujiidera, mas não se sabe com certeza. Pode ter sido movida durante o Período Nara (ambas as localizações estão próximas à atual Fujiidera). Entretanto, no Shūgaishō, a capital estava no distrito de Ōagata. No Setsuyōshū, o Distrito de Tanboku era mencionado como sede.
Acredira-se que não havia posto de shugo antes da Guerra de Jōkyū. Não se sabe onde ficava a residência original do shugo, mas posteriormente transferiu-se para as áreas de Tannan, Furuichi, Wakae e Takaya.

## Templos
Um templo provincial para monges foi construído na era Tenpyō, na moderna Kokubuhiganjō em Kashiwara, mas deixou de ser usado por volta do Período Nanboku-chō. Similarmente, existia um para freiras perto do mesmo lugar, mas pelo que parece tornou-se ruína no Período Heian.
O templo primário era o Santuário de Hiraoka em Higashiōsaka, mas apenas a partir de tempos modernos foi considerado templo primário na prática. Ademais, o santuário de Katano em Hirakata é chamado de “Templo Primário de Kashū” (河州一ノ宮, Kashū Ichi-no-Miya), mas esta pode ser apenas uma confusão em que o ichinomiya da cidade de Katano foi confundido com o ichinomiya de Kawachi na prática.
O templo secundário teria side o Santuário de Onji. Contudo, ter a segunda maior influência na província de Kawachi não necessariamente significa que era um templo secundário no sistema de templos. Considerá-lo como o ninomiya também é algo recente.
Não havia santuários de nível inferior.
O sōja era o Santuário de Shiki-Agatanushi; há uma teoria segundo a qual este santuário foi movido até onde estava a terra do sōja, e outra teoria em que este se tornou sōja devido à proximidade com a capital.

## História

### Antiguidade - Período Kamakura
A província de Kawachi fora um domínio do clã Mononobe; Kizuri em Higashiōsaka era, em tempos antigos, uma de suas fortalezas.
Tsuboi em Habikino se tornou a fortaleza da família guerreira que era o clã Minamoto (i.e., os Kawachi Genji). O túmulo de três gerações de Hachimantarō Yoshiie, que conseguiu vassalos entre os samurais das províncias do leste, seu pai Minamoto no Yoriyoshi, e o pai de Yoshiyori, Minamoto no Yorinobu está ainda hoje próximo aos restos do Tsūhō-ji, que era o templo familiar dos Kawachi Genji. Minamoto no Yoritomo (que fundou o Xogunato Kamakura) era um descendente dos Kawachi Genji.
Perto do final do período Kamakura, Kusunoki Masashige e seu poderoso clã no sul de Kawachi, ascendeu desafiando o xogunato; fortificado nos castelos de Shimo Akasaka, Kami Akasaka, e Chihaya, ele desbaratou os exércitos do xogunato Kamakura. Com o controle imperial direto de Kemmu, Kusunoki foi apontado ao mesmo tempo como kokushi e shugo.

### Período Muromachi
O Período Nanboku-chō começou quando Ashikaga Takauji se opôs ao Imperador Go-Daigo, e Kawachi se tornou um campo de batalha; o filho mais velho de Kusunoki Masashige, Kusunoki Masatsura, foi morto em ação na batalha de Shijō Nawate.
Com o advento do Período Muromachi, o posto de shugo em Kawachi caiu para um dos três kanrei, do clã Hatakeyama; Hatakeyama Mitsuie e Hatakeyama Mochikuni continuaram isso, montando o que deveria ter sido uma dinastia, mas na disputa sobre a liderança da família, o adotado Hatakeyama Masanaga e Hatakeyama Yoshinari entraram em conflito, trazendo destruição em Kawachi.
Masanaga foi atacado em Shōgaku-ji (正覚寺, Kami-Shōgaku-ji, Hirano-ku, Osaka) por Hosokawa Masamoto e Hatakeyama Yoshitoyo, mas seu filho Hisayoshi estava em Kishū tentando se recuperar para outro ataque; finalmente, eles conseguiram voltar a ser shugo de Kawachi e Kishū, e o filho de Hisayoshi, Tanenaga, no final destruiu Yoshihide da linha de Yoshinari, consolidando novamente a casa de Hatakeyama. No entanto, apesar disso, Kawachi fora o campo de batalha, assim essencialmente reduzida a terra arrasada.

#### Período Sengoku

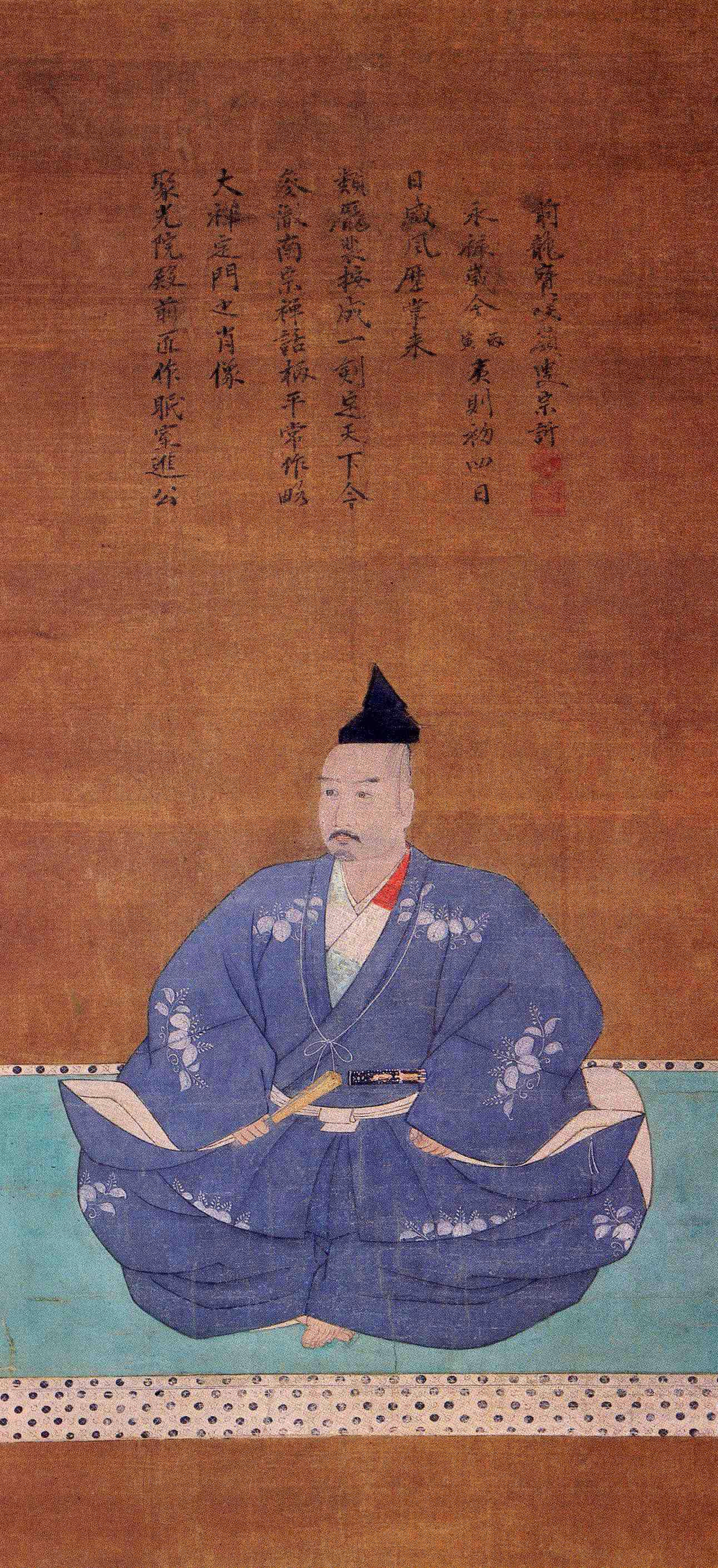
Retrato de Miyoshi Nagayoshi.

No Período Sengoku, a consolidada Kawachi era o domínio de Hatakeyama Tanenaga, mas o poder real estava imbuído no shugodai, um título que passou para as mãos de Yusa Naganori: o shugo foi reduzido a um mero cargo de fachada. Além disso, a casa dos kanrei dos Hosokawa continuava a enfrentar disputas internas; além da disputa da herança dos Hosokawa entre Takakuni, Sumimoto e Sumiyuki, o filho de Sumimoto (o vencedor daquele conflito), Harumoto, atacou e depôs em Sakai o shugodai, que ocupava um papel importante na disputa interna do clã Hosokawa.
O bakufu, que era interessante para Harumoto, fora preservado, mas o filho de Miyoshi, Nagayoshi, de Awa foi até a capital; enquanto ele recebeu uma mulher do shugodai de Kawachi, que tinha o poder de facto (Yusa Naganori) e recebeu outros favores de poder, em subordinação a Harumoto, mas não aos desejos de Harumoto, ele teve um papel ativo em atacar Kizawa Nagamasa em Takaida (na atual Kashiwara, Osaka).
Entretanto, estando depois na oposição, Nagayoshi lutaria contra seu tio-avô na facção de Harumoto, Miyoshi Masanaga, em disputa sobre Kawachi Jū Nana Kasho em lugares como o Castelo de Enami, agindo para quebrar o controle político de Harumoto; o shogun foi reduzido a fachada e vendo a redução do poder real do bakufu, ele transferiu a fortaleza do Castelo de Akutagawa em Settsu para o Castelo de Iimori em Kawachi (Shijōnawate, Osaka).
Mas mesmo Nagayoshi teve de morrer aos 42 anos, e depois vassalos estiveram em conflito (o triunvirato Miyoshi e Matsunaga Hisahide), criando um campo de guerra entre Kawachi e Yamato. O evento que finalmente concluiu o período e esses conflitos foi a ida de Oda Nobunaga até a capital.

### Período Azuchi-Momoyama
Na sua ascensão à capital, Oda Nobunaga deu a tarefa de governar o norte de Kawachi a Miyoshi Yoshitsugu, e o sul a Hatakeyama Akitaka (seu genro). No entanto, os dois caíram em conflitos durante a era Genki, e o controle de Kawachi passou ao vassalo-chefe de Oda, Sakuma Nobumori. Mas mesmo Nobumori depois foi banido por Nobunaga.
Quando Oda morreu no Incidente de Honnō-ji, Hashiba Hideyoshi, que atacou Akechi Mitsuhide na batalha de Yamazaki, como resultado da Conferência de Kiyosu, veio a controlar a província.
Hideyoshi chegou a controlar todo o Japão, e quando o Castelo de Osaka foi construído, o Castelo de Wakae, que antes fora um ponto importante em Kawachi, ficou abandonado.
Depois da morte de Hideyoshi, a Batalha de Sekigahara aconteceu, e Tokugawa Ieyasu se tornou senhor de todo o Japão: o Seii Taishōgun; ele iniciou seu bakufu, mas como Kawachi era feudo de Toyotomi Hideyori, não entrou no bakuhan taisei.
Quando Tokugawa Ieyasu e Toyotomi Hideyori lutaram no Cerco de Osaka, Kawachi também se tornou um campo de batalha. Essa luta teve uma campanha de inverno e uma de verão, mas uma vez que a campanha de inverno foi uma batalha em volta do castelo de Osaka, Kawachi então não era parte no conflito. O aspecto da campanha de verão foi completamente diferente, e o fosso externo do castelo de Osaka foi queimado, deixando o castelo exposto; o lado de Osaka julgou impossível se defender de um cerco, e interceptou o lado de Tokugawa indo de Kyoto a Osaka no campo. Portanto, lutas ocorreram em vários pontos de Kawachi, que ficava entre Kyoto e Osaka. As primeiras batalhas travadas foram a Batalha de Dōmyōji (Gotō Matabee vs. Date Masamune, Matsudaira Tadateru e Mizuno Katsunari; Sanada Yukimura, Kitagawa Nobukatsu e Susukida Kanesuke vs. Date Masamune, Matsudaira Tadateru e Mizuno Katsunari) e a Batalha de Yao e Wakae (Kimura Shigenari vs. Ii Naotaka; Chōsokabe Morichika vs. Tōdō Takatora).

### Período Edo
No Período Edo, Kawachi recebeu o tenryō assim como os hatamoto. Para daimyo, havia apenas dois: os Hōjō do Domínio de Sayama e os Takagi do Domínio Tannan. Além diso, os Inaba do Domínio Yodo tinham vários territórios.

## Distritos
- Distrito de Ishikawa
- Distrito de Nishigori
- Distrito de Furuichi
- Distrito de Asukabe
- Distrito de Ōgata
- Distrito de Takayasu
- Distrito de Kawachi
- Distrito de Chichira
- Distrito de Matta
- Distrito de Katano
- Distrito de Wakae
- Distrito de Shibukawa
- Distrito de Shiki
- Distrito de Tajihi (Distrito de Tanboku, Distrito de Tannan, Distrito de Yakami)

### Reorganização na era Meiji
- Distrito de Kitakawachi – em 1º de abril de 1896, os distritos de Matta, Katano e Sasara foram integrados, fazendo da porção norte da antiga província de Kawachi um distrito simples.
- Distrito de Nakakawachi – em 1º de abril de 1896, os distritos de Tanboku, Takayasu, Ōgata, Kawachi, Wakae e Shibukawa junto com parte do Distrito de Shiki (vila Mikimoto) foram integrados, fazendo da porção central da antiga província de Kawachi um distrito simples.
- Distrito de Minamikawachi – em 1º de abril de 1896, os distritos de Tannan, Asukabe, Furuichi, Yakami, Nishigori e Ishikawa junto com parte do Distrito de Shiki (todo menos a vila Mikimoto) foram integrados, fazendo da porção sul da antiga província de Kawachi um distrito simples.

## Kokushi
- 672, Agosto – Kume
- 708, Abril – Ishikawa no Iwatari
- 724 – c. 749 – Kudara no Konikishi Kyōfuku
- 746, Abril – Ōtomo no Koshibi
- 760 – Yamato no Nagaoka
- 769, Novembro – Fujiwara no Momokawa
- 790, Abril – Ōtomo no Otomaro
- 806, Fevereiro – Kudara no Koniki Shikyōjin
- 817, Julho – Fujiwara no Otsugu
- 878, Fevereiro – Abe no Fusakami

## Shugo

### Kamakurabakufu
- 1221–? – Miura Yoshimura
- ?–1247 – Miura Yasumura
- 1280–? – Hōjō Hisatoki
- ?–1333 – alguém do clã Hōjō

### Muromachibakufu
- 1336–1347 – Hosokawa Akiuji
- 1347–1349 – Kō no Moroyasu
- 1349–1351 – Hatakeyama Kunikiyo
- 1352–1353 – Kō no Morihide
- 1359–1360 – Hatakeyama Kunikiyo
- 1369–1382 – Kusunoki Masanori
- 1382–1406 – Hatakeyama Motokuni
- 1406–1408 – Hatakeyama Mitsunori
- 1408–1433 – Hatakeyama Mitsuie
- 1433–1441 – Hatakeyama Mochikuni
- 1441 – Hatakeyama Mochinaga
- 1441–1455 – Hatakeyama Mochikuni
- 1455–1460 – Hatakeyama Yoshinari
- 1460–1467 – Hatakeyama Masanaga
- 1467 – Hatakeyama Yoshinari
- 1467–1493 – Hatakeyama Masanaga
- 1493–1499 – Hatakeyama Yoshitoyo
- 1499–1504 – Hatakeyama Yoshihide
- 1504–1507 – Hosokawa Masamoto
- 1507–1517 – Hatakeyama Hisayoshi
- 1517–1534 – Hatakeyama Tanenaga
- 1534–1538 – Hatakeyama Nagatsune
- 1538–1542 – Hatakeyama Ariuji / Hatakeyama Masakuni
- 1542–1545 – Hatakeyama Tanenaga
- 1545 – Hatakeyama Haruhiro
- 1545–1550 – Hatakeyama Masakuni
- 1550–1560 – Hatakeyama Takamasa
- 1568–1569 – Hatakeyama Takamasa
- 1568–1573 – Miyoshi Yoshitsugu
- 1569–1573 – Hatakeyama Akitaka

## Figuras de Kawachi
Apesar de Kawachi ter sido uma província muito pequena, muitas pessoas importantes no Japão antigo e medieval tiveram relação com a área e com momentos decisivos da história do Japão.
- Mononobe no Moriya – Do clã Mononobe poderoso nos tempos antigos, ele foi parte da facção antibudista, e derrotado pelas forças aliadas de Soga no Umako e do Príncipe Shōtoku.
- Clã Kudara no Konikishi – Descendentes da casa real de Baekje, e uma família nobre dos tempos antigos residente em Kawachi.
- Clã Fujii – Uma antiga família vinda da Coreia e residente em Kawachi. Parecem ser progenitores de Jing Zhencheng.
  - Jing Zhencheng – Estudou no exterior na Dinastia Tang. seu túmulo foi descoberto nos subúrbios de Chang'an (moderna Xian).
- Clã Takamuko – Uma antiga família nobre de Kawachi que produziu muitos diplomatas e estadistas como Takamuko no Kuromaro.
- Kawachi Imoji – Um grupo de ferreiros medievais residentes no Distrito de Tannan.
- Clã Mizuhai – Bushi de Kawachi descendentes de um sacerdote do Santuário de Hiraoka (ichinomiya de Kawachi), e descendentes do Muraji de Takaoka.
- Kawachi Genji – Um ramo do clã guerreiro Minamoto. Moravam em Kawachi e controlaram os samurais do leste.
  - Minamoto no Yorinobu – O comandante que desbaratou a rebelião de Taira no Tadatsune. Fundador e líder dos Kawachi Genji.
  - Minamoto no Yoriyoshi – O comandante que subjugou o clã Abe na Guerra de Zenkunen. Líder da segunda geração dos Kawachi Genji.
  - Minamoto no Yoshiie – Um comandante nas guerras de Zenkunen e Gosannen. Líder da terceira geração dos Kawachi Genji.
  - Minamoto no Yoshitada – Quarto filho de Yoshiie, kami de Kawachi, líder da quarta geração dos Kawachi Genji. Assassinado por seu tio Minamoto no Yoshimitsu.
  - Minamoto no Yoshitoki – Sexto filho de Yoshiie, defendeu a terra herdada do clã Minamoto. Progenitor do clã Ishikawa, entre outros.
- Clã Ishikawa – Uma linha derivada do terceiro filho de Yoshitoki, Minamoto no Yoshimoto, recebendo seu nome de Ishikawa em Kawachi.
- Clã Kawachi – Nome de família tirado do kami de Kawachi e outros.
- Clã Kusunoki – Uma família local de Kawachi, ramificação do clã Tachibana apesar de ser antiXogunista.
  - Kusunoki Masashige – General que lutou contra o Xogunato Kamakura. Por sua lealdade ao imperador, ele recebeu o nome “Dainankō”.
  - Kusunoki Masatsura – Filho de Masashige. Por suceder o seu pai em seus esforços, recebeu o nome “Shōnankō”.
  - Kusunoki Masanori – Sucessor de Masatsura.
  - Kusunoki Masasue – Irmão mais novo de Masashige. Cometeu suicídio com seu irmão na batalha de Minatogawa.
- Clã Kainoshō – Ramificação de Kusunoki Masasue; serviu aos Hatakeyama e aos Tokugawa.
- Clã Hatakeyama – Ramificação do clã Ashikaga, e um dos três Kanrei; uma família notável que produziu diversos shugo na província de Kawachi.
  - Hatakeyama Mitsuie – Shugo de Kawachi e kanrei do Xogunato Muromachi.
  - Hatakeyama Mochikuni – Filho de Mitsuie; shugo de Kawachi kanrei do Xogunato Muromachi.
  - Hatakeyama Masanaga – Sobrinho e filho adotivo de Mochikuni; shugo de Kawachi e kanrei do Xogunato Muromachi. Morreu em disputa com o xogunato.
  - Hatakeyama Hisayoshi – Filho de Masanaga; shugo de Kawachi.
  - Hatakeyama Tanenaga – Filho de Hisayoshi; shugo de Kawashi, mas marionete do shugodai Yusa Naganori.
  - Hatakeyama Takamasa – Irmão menor de Tanenaga; shugo de Kawachi e da vanguarda anti-Miyoshi.
  - Hatakeyama Akitaka – Irmão menor de Tanenaga; seguiu o caminho de Takamasa mas foi derrotado pelos Yusa.
  - Hatakeyama Yoshinari – Filho biológico de Mochikuni; shugo de Kawachi e respeitado como um grande comandante.
  - Hatakeyama Yoshitoyo – Filho de Yoshinari; apesar de ter derrotado Masanaga no Golpe de Meiō, foi vencido por Hisayoshi em seguida.
  - Hatakeyama Yoshihide – Filho de Yoshitoyo.
- Hosokawa Katsumoto – Shugo de Settsu, Tanba e Yamashiro entre outras. Também um kanrei.
- Hosokawa Masamoto – Filho de Katsumoto e um kanrei.
  - Hosokawa Sumimoto – Filho adotivo de Masamoto.
  - Hosokawa Takakuni – Filho adotivo de Masamoto.
  - Hosokawa Sumiyuki – Filho adotivo de Masamoto.
- Hosokawa Harumoto – Filho de Sumimoto; kanrei. Perdeu o poder político quando foi derrotado por Miyoshi Nagayoshi.
- Hosokawa Ujitsuna – Órfão de Takakuni. Apoiou a facção antiHarumoto.
- Yusa Naganori – Shugodai de Kawachi. Acabou com o poder real dos Hatakeyama e os reduziu a daimyō.
- Clã Miyoshi – Daimyō no Período Sengoku. Originalmente os shugo da Província de Awa; tornaram-se senhores do Castelo de Iimori em Kawachi.
  - Miyoshi Nagayoshi – Um comandante que expandiu o poder até Awa, Tosa, Iyo, Sanuki, Awaji, Harima, Settsu, Tanba, Yamashiro, Kawachi e Yamato.
  - Miyoshi Yoshitsugu – Após a morte de Nagayoshi, ele herdou a liderança da família, mas a casa de Miyoshi logo caiu.
  - Miyoshi Yasunaga – Tio de Nagayoshi. Senhor do Castelo de Takaya.
  - Miyoshi Masanaga – Tio-avô de Nagayoshi.
  - Triunvirato Miyoshi – Uma tripla aliança na casa de Miyoshi entre Iwanari Tomomichi, Miyoshi Masayasu e Miyoshi Nagayasu.
- Kizawa Nagamasa – Um daimyō do Período Sengoku que temporariamente dominou Yamato e Kawachi.
- Toyotomi Hideyoshi – Shogun e senhor de todo o Japão, sucedendo Oda Nobunaga.
- Toyotomi Hideyori – Filho de Hideyoshi; comandante supremo do exército ocidental no Cerco de Osaka.
- Sanada Yukimura – Segundo filho de Sanada Masayuki de Shinshū Sanada. Tomou o lado de Osaka no Cerco de Osaka e foi banido para Kudoyama.
- Gotō Mototsugu – Comandante com um longo tempo de serviço; foi um vassalo-chefe do clã Kuroda, mas se opôs a Kuroda Nagamasa e lutou ao lado de Osaka no Cerco de Osaka.
- Chōsokabe Morichika – Quarto filho de Chōsokabe Motochika; depois da morte de seu pai, herdou a responsabilidade da família e lutou ao lado dos Toyotomi na Batalha de Sekigahara e no Cerco de Osaka.
- Kimura Shigenari – Um jovem talento do lado dos Toyotomi em oposição ao bakufu.
- Iijima Saburōemon – Um camponês de Takaida na província de Kawachi que serviu a Shigenari, morreu em ação na Batalha de Wakae.
- Yamaguchi Hirosada – Filho de Yamaguchi Munenaga; um comandante subordinado a Shigenari, e marido da irmã menor de Shigenari; foi vanguarda na Batalha de Wakae, em que faleceu na intensa luta.
- Yasui Dōton – O homem que escavou o Dōtonbori; pode ter nascido em Kawachi.
- Shuntokumaru – Um homem que teria sido do Distrito de Takayasu. Tema de várias produções de teatro.
- Naka Jinbee – Refez a rota do Rio Yamato.